# Place de la Laïcité
La place de la Laïcité est une voie située dans le 15e arrondissement de Paris, dans le quartier de Javel. Elle se situe au niveau du 95 rue des Cévennes. Au centre de la place se trouve un skate park construit en 2018.

## Situation et accès
La place est accessible par la ligne C du RER en gare de Javel ou par la ligne 10 du métro de Paris à la station Javel - André Citroën.

## Historique
La place a été inaugurée le 9 décembre 2011 en présence de Mme Hidalgo. En 2020 elle a subi un aménagement avec notamment la construction d'une "scène bâtiment" permettant d'y faire des allocutions dont le mur arrière est végétalisé. Un arbre de la laïcité a été également planté.